# Sarah Andersen
Sarah Andersen es una historietista e ilustradora estadounidense, autora del webcomic Sarah's Scribbles.

## Carrera
Andersen se graduó en el Maryland Institute College of Art (MICA) en 2014. Mientras asistía al MICA, comenzó a dibujar el webcomic semiautobiográfico Sarah's Scribbles (anteriormente llamado Doodle Time). Ganó el premio Goodreads Choice Award a Mejor novela gráfica y cómic durante tres años seguidos por Sarah's Scribbles. En 2016, ganó el premio Goodreads Choice Award por su libro debut, Adulthood is a Myth. Ganó en 2017 por su obra Big Mushy Happy Lump y en 2018 por Herding Cats.
Andersen colaboró con el novelista Andy Weir en la novela gráfica Cheshire Crossing, que se lanzó en julio de 2019. Basada en un cómic anterior de Weir, la historia sigue a Wendy Darling de Peter Pan, Dorothy Gale de El maravilloso mago de Oz y Alice Liddell de Las aventuras de Alicia en el país de las maravillas en un internado llamado "Cheshire Crossing".
A finales de 2019, Andersen comenzó a lanzar un webcomic de romance sobrenatural llamado Fangs en la plataforma Tapas. En septiembre de 2020 Fangs fue publicado en formato físico por la editorial Andrews McMeel Publishing. Ese mismo mes se convirtió en un bestseller de Publishers Weekly, y en bestseller del The New York Times en octubre de 2020.
En enero de 2020, Andersen pintó un mural de sus personajes como parte de un proyecto de arte público en la Ciudad de México, pero fue grafiteado a los pocos días.
El 20 de septiembre de 2022, Andrews McMeel Publishing publicó la obra de Andersen Cryptid Club. Fue nominada a dos premios Eisner en 2023 a la mejor publicación de humor y a la mejor guionista/artista, pero no ganó.
El 31 de diciembre de 2022, fue autora de un ensayo invitado en el New York Times sobre el auge de los sistemas gráficos artificiales como Stable Diffusion, señalando las amenazas que presenta para los creadores gráficos, como una mayor confusión, apropiación, impacto en la reputación y reducción de ingresos.
En enero de 2023, Andersen figuraba como demandante en una demanda colectiva contra las empresas de inteligencia artificial Stability AI, Midjourney y la comunidad de arte en línea DeviantArt. El 19 de julio, el juez William Orrick III declaró que desestimaría la mayor parte del caso, solicitando que detallaran las cuestiones y "proporcionaran más hechos".